# Наступне покоління метеорологічних систем

Насту́пне поколі́ння метеорологі́чних систе́м (англ. Next Generation (NextGen) Network Enabled Weather (NNEW)) – це проект по розробці 4-вимірних кубів метеорологічних даних (відслідковування усіх погодних умов та час вимірювання даних) від різних авторів та місць розміщень..
Погода має значний ступінь впливу на авіаційну галузь.  Надання точної і своєчасної інформації про погоду необхідно для прийняття рішення авіаційними спеціалістами  є частиною створення повітряно-транспортної системи нового покоління. Це збільшить об’єм повітряного простору, підвищить ефективність та покращить безпеку польотів. 
Метеорологічна система(Nnew) забезпечить швидкий доступ до метеорологічної інформації для користувачів Національної системи повітряного простору, за допомогою надання 4-вимірних кубів даних. 4- вимірні куби даних будуть складатися з: 
1. віртуальна метеорологічна система  містить дані з різних існуючих баз даних в рамках Федеральної Авіаційної Адміністрації (FAA), Національного управління океанічних і атмосферних досліджень США (NOAA) і Відділу оборони  США(DOD), а також участь комерційних постачальників метеорологічних даних
2. можливість перекладу між різними стандартами, таким чином щоб дані могли  бути надані при потребах користувачів у одиницях та системі координатах
3. здатність підтримувати пошукові запити для великих обсягів даних, наприклад, вздовж польоту траєкторії

Для представлення підмножини даних  в 4-вимірних кубах даних  буде призначено єдине авторитетне джерело (SAS), тобто дані повинні бути узгоджені для підтримки спільного рішення в управлінні повітряним рухом. 

## Інтернет-ресурси
- https://web.archive.org/web/20110530220332/http://www.faa.gov/tv/?mediaId=100
- https://web.archive.org/web/20100612070747/http://www.ral.ucar.edu/general/press/brochures/nnew_broch_4_09.pdf
- http://www.meteo.fr/cic/meetings/gis-ogc/Pres2311/Pres23_4/NNEWOverview_braeckel_2009_Dec.pdf [Архівовано 4 серпня 2016 у Wayback Machine.]
- http://wn.com/Next_Generation_Network_Enabled_Weather